# Engel der Straße
Engel der Straße ist ein US-amerikanisches Filmdrama von Frank Borzage aus dem Jahr 1928 nach der Erzählung Cristilinda von Monckton Hoffe. Der Film war eine Mischung aus Stummfilm (mit den üblichen Zwischentiteln) und Tonfilm bei Musik und Soundeffekten und gilt als der erste in Neuseeland gezeigte Tonfilm. Darüber hinaus war der Film bei zwei Oscarverleihungen nominiert.

## Handlung
Angela wird in Neapel auf der Straße wegen eines Diebstahls verhaftet und dabei für eine Prostituierte gehalten. Wegen des Diebstahls, den sie beging, um Geld für die Medizin ihrer todkranken Mutter zu beschaffen, wird sie zu einem Jahr Arbeitslager verurteilt. Von dort kann sie jedoch flüchten und kommt bei einem Zirkus unter, wo sie als Naturtalent Anstellung als Artistin findet und den Maler Gino kennenlernt. Ihre Karriere endet jedoch als sie sich bei einem Sturz das Fußgelenk bricht, so dass sie und Gino ihre Zukunft neu planen müssen. Gino möchte nach Neapel gehen, kennt aber Angelas Vergangenheit nicht und weiß daher auch nicht, dass die Polizei immer noch nach ihr fahndet. So setzt sich die Frage nach der Zukunft des hungernden Künstlers und der geheimnisvollen Schönheit weiter fort.

## Produktionsnotizen
Die Produktion der Fox Film Co. wurde von Ernest Palmer photographiert, dem Paul Ivano assistierte. Den Schnitt besorgte Barney Wolf. Das Szenenbild schuf Harry Oliver. Kathleen Kay entwarf die Kostüme, Requisiteur war Sam Benson. Regieassistenten waren Lew Borzage und Ralph Kaufman.
Der 10-aktige Film maß 2810,5 Meter und war mit einem sound track nach dem Lichttonverfahren „Movietone“ versehen.
Street Angel wurde am 9. April 1928 in New York City, NY uraufgeführt und kam ab 19. August in die amerikanischen Kinos. Er wurde als „Engel der Straße“ auch in Deutschland und Österreich gezeigt.

## Filmmusik
Die von Ernö Rapée komponierte Illustrationsmusik wurde vom einhundert Musiker starken Orchester des New Yorker Großkinos Roxy Theatre (5.920 Sitzplätze) unter seinem Dirigenten Carli Elinor eingespielt.
Den theme song zu dem Film schrieb ebenfalls Rapée; den Gesangstext dazu dichtete Lew Pollack. Er war Bestandteil der Illustrationsmusik und wurde mit Erfolg auch außerhalb der Kinos auf Grammophonplatten verbreitet. Man konnte ihn instrumental von namhaften Organisten auf der Kino-Orgel gespielt hören oder mit Gesang von Orchestern wie Vincent Lopez oder Paul Whiteman:
1. mit Kino-Orgel:
- Victor 21630-A (mx. BVE-46445) Angela Mia (My Angel) Theme Song of the Motion Picture „Street Angel“ (Rapée-Pollack) Organ Solo Jesse Crawford. Played on the Wurlitzer Organ; with guitar by Carson Robison; rec. 17.08.28

- Columbia 1565-D (mx. W146.975) Angela Mia (My Angel) (Rapee and Pollack) Emil Velazco, Pipe Organ. Recorded on the Kimball Organ at the Velazco Organ Studios, New York[4], 10.09.28 ; uncredited als 'Organ Solo' auch auf Conqueror 9385 (mx. W146.975).

- Banner 7264-A (mx. 1846-3) Angela Mia (My Angel) Foxtrot (From „STREET ANGEL“) (Rapée-Pollack) Richard Dexter, Pipe Organ. Courtesy of the Midway Theatre, Montreal CA.; rec. 2.11.28

2. mit Orchester und Gesang:
- Victor 21388-A (mx. BVE-43661) My Angel (Angela Mia) Foxtrot (Erno Rapee - Lou Pollack) Paul Whiteman and His Orchestra. With Vocal Chorus. Rec. 1928

- Harmony 643-H (mx. 146.277) My Angel (Angela Mia) Foxtrot (Rapee - Pollack) The Harmonizers. Conductor Mortimer Palitz. With Vocal refrain. Rec. 26.04.28

- Brunswick 3927 (mx. E27433-4) My Angel (Angela Mia) Mi angel. Foxtrot (Rapee - Pollack) Vincent Lopez and his Casa Lopez Orchestra with vocal chorus by Lewis James. Rec. 26.04.28

Auch der italienische Opernsänger Tito Schipa machte eine Aufnahme von „Angela Mia“ auf dem Sonderlabel „Victrola“:
- Victrola 1347-A (mx. BVE-42936) Angela Mia (My Angel) Dalla cinimafotographia „Angela della Strada“ (Schipa; Rapee; Pollack) Tito Schipa Tenor with orchestra; rec. 10.09.28

## Auszeichnungen und Hintergrund
Der Film ist vor allem deshalb besonders, weil er sowohl bei der ersten Oscarverleihung 1929 als auch bei der zweiten Verleihung im April 1930 für Oscars nominiert war. Bei der ersten Verleihung 1929 erhielt Janet Gaynor den Oscar als beste Hauptdarstellerin und konnte sich dabei gegen Louise Dresser und Gloria Swanson durchsetzen. Neben ihrer darstellerischen Leistung in diesem Film wurden mit dem Oscar aber auch ihre Auftritte in den Filmen Im siebenten Himmel und Sonnenaufgang – Lied von zwei Menschen ausgezeichnet.
Bei der Oscarverleihung im April 1930 wurden schließlich Ernest Palmer für den Oscar für die beste Kamera sowie Harry Oliver für das beste Szenenbild nominiert, wobei aber beide keinen Oscar erhielten.
Der Film hat aber auch andererseits Seltenheitswert als Zeugnis für eine Spezies aus der Übergangszeit vom stummen zum ‘sprechenden’ Film, da er zwar noch keine Dialoge (die werden nach wie vor über Zwischentitel vermittelt), aber eine synchrone Illustrationsmusik und Geräuscheffekte auf dem “Movietone”-sound track aufweist.
Am 28. März 1929 wurde er in Neuseeland aufgeführt und gilt daher als der erste in Neuseeland gezeigte Tonfilm.